# Breakin' My Heart
Breakin' My Heart是香港女歌手鍾柔美的出道作，於2022年2月4日由愛爆音樂派台，音樂影片於2月5日推出，於2月11日作數碼發行。歌曲推出後於新城勁爆本地榜及勁歌金榜登上冠軍，於903專業推介登上亞軍，於中文歌曲龍虎榜登上季軍。

## 背景及發行
在推出〈Breakin' My Heart〉前，鍾柔美已推出電視劇《青年心城之撐起青春》主題曲〈不想輕躺〉及《青春本我》插曲〈傻人〉，惟〈Breakin' My Heart〉才是她首支向各大電子傳媒派台的個人單曲。歌曲講述單戀少女的悸動，以少女暗戀、單戀的心亂如麻、小鹿亂撞為主題，曲風較活潑、節奏輕快。鍾柔美接受商業電台節目《叱咤樂壇》訪問時指〈Breakin' My Heart〉講述少女在家中等候暗戀的男子來電，歌曲趕及在2月14日情人節前，於2022年2月5日在YouTube正式推出，其後於2022年2月11日在各大串流平台上架。此外，歌曲亦承接鍾柔美在無綫電視歌唱選秀節目《聲夢傳奇》中的跳唱形象，製作團隊在音樂影片中亦加入了一些跳唱元素。

## 創作與製作
這首歌曲是鍾柔美與T-Ma的首次合作。擔當作曲、監製、編曲的T-Ma透露2021年獲邀為鍾柔美製作快歌，當時市面出現了不少圍繞著不同年代的復古曲風，包括不時取材自80年代舞曲的英國女歌手Dua Lipa。他指在構思創作方向時也希望以80年代舞曲為基調，並加入一些90年代的元素。例如在開首使用了一個電話來電聲效，在歌曲中段則加入一個打電話的聲效。而在編曲上，T-Ma亦避免把旋律變得太貼近歐美曲風，因此在創作期間也嘗試加入K-Pop元素。
此外，有別於一般歌手，鍾柔美錄製歌曲時並非到一般的錄音室錄音，而是前往T-Ma的居家工作室錄音。T-Ma與鍾柔美在同一間房內錄音，他認為與鍾柔美的溝通變得更直接，能在第一時間提出要求後向她親身示範。

## 曲目
| 曲序     | 曲目              |          | 作曲                     | 编曲     | 製作人   | 时长 |
| -------- | ----------------- | -------- | ------------------------ | -------- | -------- | ---- |
| 1.       | Breakin' My Heart | 朱琳     | T-ma、Thomas Tan、Quinny | T-ma     | T-ma     | 3:28 |
| 总时长： | 总时长：          | 总时长： | 总时长：                 | 总时长： | 总时长： | 3:28 |

## 製作團隊
資料來自《Breakin' My Heart》音樂錄影帶於YouTube的說明文字。
- 混音：Matthew Sim
- 和音：朱琳、鍾柔美
- 編輯：Kelvin Au、Keeju Lee、T-ma
- 樂器：T-ma
- 編舞：Fai Fai
- 舞蹈員：Mickey、Kabee、Wing、婷、Melody、Mony

## 音樂錄影帶
歌曲講述鍾柔美化身「月亮公主」，在家中等候暗戀的男子來電，曲風節奏輕快。音樂影片承接鍾柔美在無綫電視歌唱選秀節目《聲夢傳奇》中的跳唱形象，走跳舞風格，鍾柔美夥同一眾舞蹈員合唱勁舞。除跳唱環節外，音樂影片亦有手指舞部分，在副歌舞蹈部分中加入心形手勢。鍾柔美其後透過Instagram講解該手勢，表示手勢與她的英語名字「Yumi」中的「Y」有關。
音樂影片在2022年2月5日於YouTube上架後，不足一日點擊率已破十萬，兩日已達25萬，並登上YouTube熱門音樂影片第四位，五日已超過43萬，其後突破百萬點擊率。

## 宣傳
2022年2月4日，鍾柔美接受商業電台節目訪問，首次公開出道作品，翌日正式通過其官方YouTube頻道推出。同月8日，鍾柔美到商業電台，接受雷霆881節目《1圈圈》訪問，再次宣傳歌曲。其後，鍾柔美在無綫電視音樂節目《勁歌金曲》及慈善節目《博愛歡樂傳萬家》中跳唱此曲。3月23日，鍾柔美與王灝兒、姚焯菲、詹天文參與愛爆音樂舉辦的網上直播音樂會《Concert Watch From Home》，期間獻唱〈Breakin' My Heart〉。歌曲網上點擊率破百萬後，鍾柔美後援會為她在鬧市買下燈箱廣告祝賀。

## 合唱與其他版本
2022年7月24日，鍾柔美和After Class隊友詹天文於香港金曲頒獎典禮 2021/2022上擔任表演嘉賓，並合體跳唱Breakin' My Heart。
在2025年無綫劇集《奪命提示》的其中一幕，區明妙飾演的羅蕊蕊參加選秀節目，她在陳山聰、劉佩玥飾演的監護人伴舞下，跳唱Breakin' My Heart。

## 電台派台成績

### 叱咤903專業推介走勢
| 週次     | 第8周   | 第9周   | 第10周 | 第11周  |
| 放榜日期 | 2月19日 | 2月26日 | 3月5日 | 3月12日 |
| 榜上位置 | 18      | 17      | 17     | 2       |
| -------- | ------- | ------- | ------ | ------- |

### 香港電台第二台中文歌曲龍虎榜走勢
| 週次     | 第12週  | 第13週  | 第14週 | 第15週 | 第16週  | 第17週  | 第18週  |
| 放榜日期 | 3月19日 | 3月26日 | 4月2日 | 4月9日 | 4月16日 | 4月23日 | 4月30日 |
| 榜上位置 | 20      | 18      | 14     | 6      | 3       | 8       | 13      |
| -------- | ------- | ------- | ------ | ------ | ------- | ------- | ------- |

### 新城知訊台勁爆本地榜走勢
| 週次     | 第11週  | 第12週  | 第13週  | 第14週 | 第15週 | 第16週  | 第17週  | 第18週  | 第19週 | 第20週  | 第21週  |
| 放榜日期 | 3月12日 | 3月19日 | 3月26日 | 4月2日 | 4月9日 | 4月16日 | 4月23日 | 4月30日 | 5月7日 | 5月14日 | 5月21日 |
| 榜上位置 | 13      | 7       | 6       | 6      | 4      | 7       | 6       | 10      | 8      | 7       | 1       |
| -------- | ------- | ------- | ------- | ------ | ------ | ------- | ------- | ------- | ------ | ------- | ------- |

### TVB勁歌金榜走勢
| 週次     | 第10周 | 第11週  | 第12週  | 第13週  | 第14週 | 第15週  | 第16週  | 第17週  |
| 放榜日期 | 3月6日 | 3月13日 | 3月20日 | 3月27日 | 4月3日 | 4月10日 | 4月17日 | 4月24日 |
| 榜上位置 | 10     | 9       | 6       | 5       | 4      | 3       | 3       | 1       |
| -------- | ------ | ------- | ------- | ------- | ------ | ------- | ------- | ------- |

### 加拿大至 HIT 中文歌曲排行榜 走勢
| 週次     | 第9週   | 第10周 | 第11周  | 第12周  | 第13周  |
| 放榜日期 | 2月26日 | 3月5日 | 3月12曰 | 3月19日 | 3月26日 |
| 榜上位置 | 16      | 9      | 12      | 9       | 17      |
| -------- | ------- | ------ | ------- | ------- | ------- |

### 各大流行榜最高位置
| 樂壇流行榜      | 最高位置 |
| --------------- | -------- |
| 勁歌金榜        | 1        |
| 新城勁爆本地榜  | 1        |
| 叱咤903專業推介 | 2        |
| 中文歌曲龍虎榜  | 3        |

## 串流平台榜單表現

### 日榜
| 地區 | 音樂串流平台 | 榜單            | 最高排名 |
| ---- | ------------ | --------------- | -------- |
| 香港 | iTunes       | 人氣歌曲排行榜  | 1        |
| 香港 | KKBOX        | 本地新歌榜      | 16       |
| 香港 | MOOV         | 日日新歌Top 100 | 32       |

### 週榜
| 地區 | 音樂串流平台 | 榜單            | 最高排名 |
| ---- | ------------ | --------------- | -------- |
| 香港 | JOOX         | 新歌推介榜      | 9        |
| 香港 | JOOX         | 本地熱播榜      | 11       |
| 香港 | JOOX         | K歌熱唱榜       | 22       |
| 香港 | MOOV         | 本地新歌Top 100 | 33       |